# Зимиця
Зимиця (словен. Zimica) — поселення в общині Дуплек, Подравський регіон‎, Словенія.